# Great North Open
O Great North Open foi um torneio masculino de golfe no PGA European Tour, que foi disputado no Slaley Hall, no nordeste da Inglaterra entre 1996 e 2002. O prêmio monetário, em 2001, atingiu o seu limite máximo de € 1.311.090, porém, na última edição do torneio, caiu para € 935.760.

## Campeões
| Ano                                  | Campeão                                      | País                                         | Pontuação                                    | Par                                          | Margem de vitória                            | Vice-campeão(ões)                            |
| The Great North Open                 | The Great North Open                         | The Great North Open                         | The Great North Open                         | The Great North Open                         | The Great North Open                         | The Great North Open                         |
| ------------------------------------ | -------------------------------------------- | -------------------------------------------- | -------------------------------------------- | -------------------------------------------- | -------------------------------------------- | -------------------------------------------- |
| 2002                                 | Miles Tunnicliff                             | Inglaterra                                   | 279                                          | −9                                           | 4 tacadas                                    | Sven Strüver                                 |
| 2001                                 | Andrew Coltart                               | Escócia                                      | 277                                          | −11                                          | 1 tacada                                     | Paul Casey Stephen Gallacher                 |
| Compaq European Grand Prix           |                                              |                                              |                                              |                                              |                                              |                                              |
| 2000                                 | Lee Westwood                                 | Inglaterra                                   | 276                                          | −12                                          | 3 tacadas                                    | Fredrik Jacobson                             |
| 1999                                 | David Park                                   | País de Gales                                | 274                                          | −14                                          | 1 tacada                                     | David Carter Retief Goosen                   |
| 1998                                 | Não houve torneio - cancelado devido à chuva | Não houve torneio - cancelado devido à chuva | Não houve torneio - cancelado devido à chuva | Não houve torneio - cancelado devido à chuva | Não houve torneio - cancelado devido à chuva | Não houve torneio - cancelado devido à chuva |
| 1997                                 | Colin Montgomerie                            | Escócia                                      | 270                                          | −18                                          | 5 tacadas                                    | Retief Goosen                                |
| Slaley Hall Northumberland Challenge |                                              |                                              |                                              |                                              |                                              |                                              |
| 1996                                 | Retief Goosen                                | África do Sul                                | 277                                          | −11                                          | 2 tacadas                                    | Ross Drummond                                |